# مديرية حوف
مديرية حوف إحدى مديريات محافظة المهرة في أقصى شرق اليمن. بلغ عدد سكانها 5143 نسمة عام 2004.

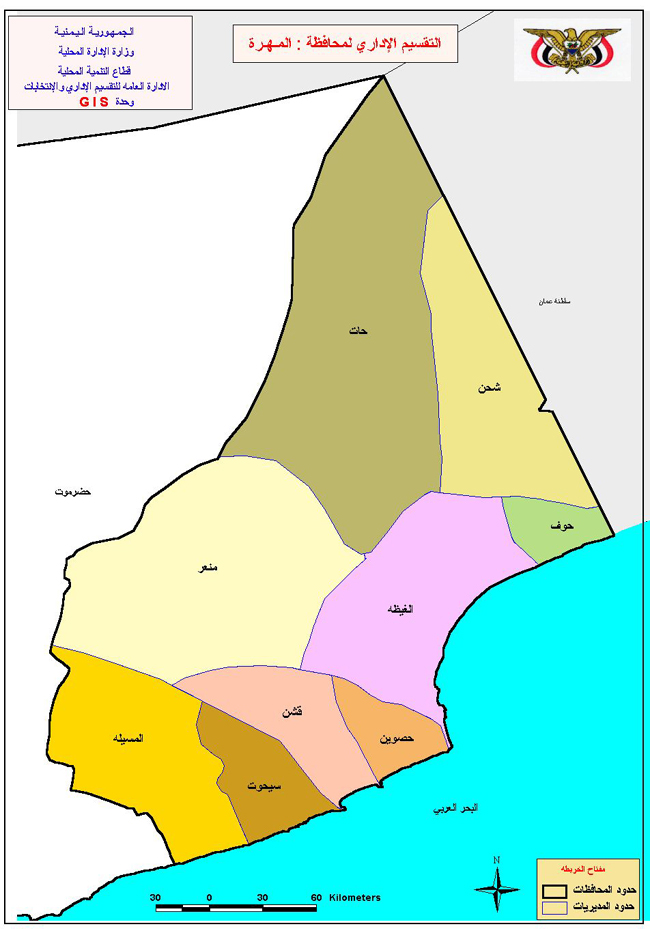
موقع مديرية حوف في محافظة المهرة

## المناخ
يُظهر الجدول التالي التغييرات المناخية على مدار السنة لمديرية حوف:
| البيانات المناخية لـمديرية حوف        | البيانات المناخية لـمديرية حوف | البيانات المناخية لـمديرية حوف | البيانات المناخية لـمديرية حوف | البيانات المناخية لـمديرية حوف | البيانات المناخية لـمديرية حوف | البيانات المناخية لـمديرية حوف | البيانات المناخية لـمديرية حوف | البيانات المناخية لـمديرية حوف | البيانات المناخية لـمديرية حوف | البيانات المناخية لـمديرية حوف | البيانات المناخية لـمديرية حوف | البيانات المناخية لـمديرية حوف | البيانات المناخية لـمديرية حوف |
| الشهر                                 | يناير                          | فبراير                         | مارس                           | أبريل                          | مايو                           | يونيو                          | يوليو                          | أغسطس                          | سبتمبر                         | أكتوبر                         | نوفمبر                         | ديسمبر                         | المعدل السنوي                  |
| ------------------------------------- | ------------------------------ | ------------------------------ | ------------------------------ | ------------------------------ | ------------------------------ | ------------------------------ | ------------------------------ | ------------------------------ | ------------------------------ | ------------------------------ | ------------------------------ | ------------------------------ | ------------------------------ |
| متوسط درجة الحرارة الكبرى °م (°ف)     | 27.4 (81.3)                    | 27.9 (82.2)                    | 30.4 (86.7)                    | 32.6 (90.7)                    | 34.4 (93.9)                    | 34.6 (94.3)                    | 31.7 (89.1)                    | 31.2 (88.2)                    | 31.9 (89.4)                    | 31.6 (88.9)                    | 30.5 (86.9)                    | 28.2 (82.8)                    | 31.0 (87.9)                    |
| متوسط درجة الحرارة الصغرى °م (°ف)     | 16.7 (62.1)                    | 18.1 (64.6)                    | 20.1 (68.2)                    | 22.5 (72.5)                    | 25.0 (77.0)                    | 25.9 (78.6)                    | 24.6 (76.3)                    | 23.7 (74.7)                    | 23.5 (74.3)                    | 21.1 (70.0)                    | 19.3 (66.7)                    | 17.9 (64.2)                    | 21.5 (70.8)                    |
| الهطول مم (إنش)                       | 4 (0.2)                        | 3 (0.1)                        | 4 (0.2)                        | 10 (0.4)                       | 1 (0.0)                        | 2 (0.1)                        | 7 (0.3)                        | 8 (0.3)                        | 1 (0.0)                        | 2 (0.1)                        | 4 (0.2)                        | 5 (0.2)                        | 51 (2.0)                       |
| المصدر: Climate-Data.org,Climate data |                                |                                |                                |                                |                                |                                |                                |                                |                                |                                |                                |                                |                                |